# James Hopkins Adams
James Hopkins Adams, född 15 mars 1812 i Minervaville i Richland District (nuvarande Richland County) i South Carolina, död 13 juli 1861 i Richland District i South Carolina, var en amerikansk politiker (demokrat). Han var South Carolinas guvernör 1854–1856.
Adams studerade vid Yale och var därefter verksam som plantageägare och bankdirektör. År 1832 gifte han sig med Jane Margaret Scott.
Adams efterträdde 1854 John Lawrence Manning som South Carolinas guvernör och efterträddes 1856 av Robert Francis Withers Allston.